# 正統 (明)
正統（せいとう）は、中国、明の元号（1436年 - 1449年）。第6代皇帝英宗の在位中に使われた。このため英宗は正統帝と呼ばれることもある。ただし、英宗は後に、第8代皇帝として重祚し、年号を天順とするため、天順帝とも呼ばれる。
14年（1449年）9月:英宗はオイラトに敗北し、捕虜とされた（土木の変）。英宗の弟朱祁鈺が新帝として即位し、翌年から景泰に改元した。

## 西暦との対照表
| 正統 | 元年   | 2年    | 3年    | 4年    | 5年    | 6年    | 7年    | 8年    | 9年    | 10年   |
| 西暦 | 1436年 | 1437年 | 1438年 | 1439年 | 1440年 | 1441年 | 1442年 | 1443年 | 1444年 | 1445年 |
| 干支 | 丙辰   | 丁巳   | 戊午   | 己未   | 庚申   | 辛酉   | 壬戌   | 癸亥   | 甲子   | 乙丑   |
| 正統 | 11年   | 12年   | 13年   | 14年   |        |        |        |        |        |        |
| 西暦 | 1446年 | 1447年 | 1448年 | 1449年 |        |        |        |        |        |        |
| 干支 | 丙寅   | 丁卯   | 戊辰   | 己巳   |        |        |        |        |        |        |